# Amphibolus nebulosus
Amphibolus nebulosus är en djurart som tillhör fylumet trögkrypare, och som beskrevs av Hieronymus Dastych 1983. Amphibolus nebulosus ingår i släktet Amphibolus och familjen Eohypsibiidae. Inga underarter finns listade i Catalogue of Life.